# 朱盛淇
朱盛淇（1905年2月7日—1994年4月26日），新竹州新竹郡關西庄(今新竹縣關西鎮)人。台灣律師、政治人物。首屆民選新竹縣縣長，在新竹地方派系上被視為親「東許」派。

## 早年生平
朱盛淇出生於明治三十八年（1905年），為家中次男。父親朱天發。朱盛淇曾就讀石光公學校（今新竹縣石光國小），大正十三年（1924年）畢業於臺北師範學校，畢業後曾回母校石光公學校任訓導。
昭和六年（1931年）前往東京留學，昭和九年（1934年），畢業於日本大學專門部法律本科。並在1934年10月高等試驗（高等文官考試）司法科及格、昭和十年（1935年）9月高等文官考試行政科及格。同年成為律師，4月於東京市開業。
昭和十一年（1936年），朱盛淇參選州會議員選舉，當選新竹州州會民選議員。是當時新竹州會議員最年輕者。十五年（1940年）州會議員選舉中連任州會民選議員，直到1945年。並曾任皇民奉公會新竹州支部生活部長。

## 新竹縣長任內
1951年，朱盛淇獲國民黨提名角逐首屆新竹縣長選舉，共有古侃、王繼呂、解慶文及朱盛淇四人競選。最後朱盛淇以76,854票當選新竹縣長。朱盛淇在競選縣長時，競選總部就設在許振乾經營的新竹客運公司，在新竹地方派系上被視為「東許」派。:300
縣長任內，在第二屆議會議長時，朱盛淇與「西許派」（領導人許金德）合作，支持被視為許金德參謀的陳添登登上議長。
1954年，朱盛淇競選縣長連任，遇上被視為「西許派」支持的張青雲挑戰。朱盛淇得到張式穀等人幫助，最後朱盛淇以72,040票、56.77%得票率，擊敗張青雲54,860票、43.23%得票率連任成功。
1955年2月，第三屆新竹縣議會議長選舉中，國民黨提名「西許派」的陳添登連任議長，然而朱盛淇與「東許派」的許振乾在「東許派」的黃繼圖主戰下，決意支持莊金火角逐議長。為此選前一日，朱盛淇還遭國民黨省黨部找到臺北參加「和解宴」。最終莊金火仍在2月21日議長選舉中獲得39票中的23票多數當選。勝選隔日，朱盛淇馬上受到國民黨新竹黨部要求莊金火辭去議長，據張德南引述，選前新竹黨部主委孫午南即向朱盛淇威脅，如果莊金火當選議長，則縣黨部與陳添登一派將會對縣政府進行搗蛋。然而「東許」陣營仍成功運作莊金火當選議長。選後縣黨部先以溫和方式勸退莊金火，答應「考慮其出路」，繼而威脅「朱縣長可能被開除黨籍」，而據蘇紹文拜訪黃旺成時透露，為了莊金火未經黨提名而當選一事，「中央黨部開會，陳誠大怒」。1955年3月25日，新竹縣議會召開議長選後第一屆會議，莊金火在會中堅決不辭退該職，兩日後，朱盛淇到黃旺成家中拜訪，表達黨部將朱盛淇與莊金火列為該事件責任者，引起朱盛淇不滿，並當面向黃旺成表示「毅然決心、不受威脅」的決定。
日後朱盛淇與莊金火皆被國民黨「停止黨權一年」，中央黨部並未依地方黨部建議解除莊金火黨籍，避免莊金火進一步被推往反國民黨的黨外陣營。然而在1957年第三屆新竹縣長選舉提名時，朱盛淇未獲國民黨提名競選連任，而是提名了「西許派」的鄒滌之。朱盛淇也進一步退出省議員選舉。據黃旺成1957年1月份的日記，蘇薌雨向他透露，國民黨未提名朱盛淇競選連任的主因在於莊金火事件所致。

## 卸任後
縣長卸任後，朱盛淇曾經從商，然而卻經營不善，並且與新竹客家鄉鎮的民眾發生金錢糾紛，一度鬧得滿城風雨。商場失意後，朱盛淇在新竹難以立足，回到臺北掛牌執業老本行律師。:276
1994年，朱盛淇逝世。
2018年12月，朱盛淇母校石光國小「朱盛淇紀念圖書館」落成啟用。

## 家族
- 朱盛淇有8名子女，其子朱育英曾任內政部視察、科長，1968年被國民黨提名參選第六屆新竹縣長選舉，被視為國民黨不甘由許金德支配新竹政壇，試圖壓制「西許派」。[10]:182然而朱育英最終敗給無黨籍的劉榭燻，被視為「西許派」的反彈所致。[10]:182選後許金德亦被追究責任。同年省議員選舉許金德雖然五連任省議員成功，然而卻被從省議會副議長之位被拉下、不再連任副議長，由蔡鴻文接任。[10]:182